# Мануляк Остап Михайлович
Остап Михайлович Мануляк (*1 травня 1983, Львів) — композитор, музиколог, аранжувальник, виконавець.
Навчався як піаніст та теоретик музики у Львівській середній спеціальній музичній школі-інтернаті ім. С.Крушельницької. З 2000 року навчався на кафедрі композиції Львівської державної музичної академії ім. М. В. Лисенка (композиція — клас проф. В.Камінського, інструментування — клас проф. М.Скорика). У 2005 закінчує навчання в ЛДМА ім. М. В. Лисенка і здобуває ступінь магістра захистивши працю на тему сучасної української духовної музики. З 2006 в рамках програми «Gaude Polonia» на стажуванні при Краківській музичній академії в класі композиції проф. Збіґнєва Буярського. Твори неодноразово виконувались на Міжнародному фестивалі сучасної музики «Контрасти», Всеукраїнському молодіжному фестивалі «Музика тисячоліття», Міжнародному фестивалі «Dni muzyki kompozytorow krakowskich», та інших концертах та музичних акціях.
Окрім академічної музики працює також в галузі електронно-медитативної музики та фанк-джаз-року.

## Твори
Серед головних творів:
- Концерт для фортепіано та симфонічного оркестру;
- «Псалми Давидові» для двох мішаних хорів, солістів та симфонічного оркестру;
- «Psalmus XXIX (XXVIII)» для хору та оркестру;
- Хоровий концерт «О горе мені, грішнику…»;
- Соната для фортепіано та live electronics;
- «Наспів простором» для співаючих та рецитуючих голосів, скрипки, віолончелі та фортепіано;
- «Нічною Одисеєю» для флейти, віолончелі та фортепіано;
- «Варіації контрастів» для струнного квартету та синтезатора.